# Pikasso-Gitarre

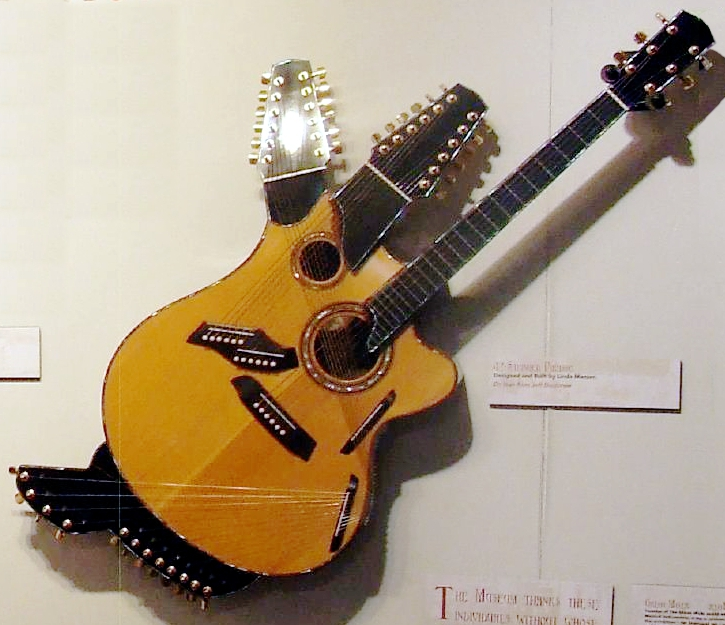
Pikasso-Gitarre im Museum of Making Music

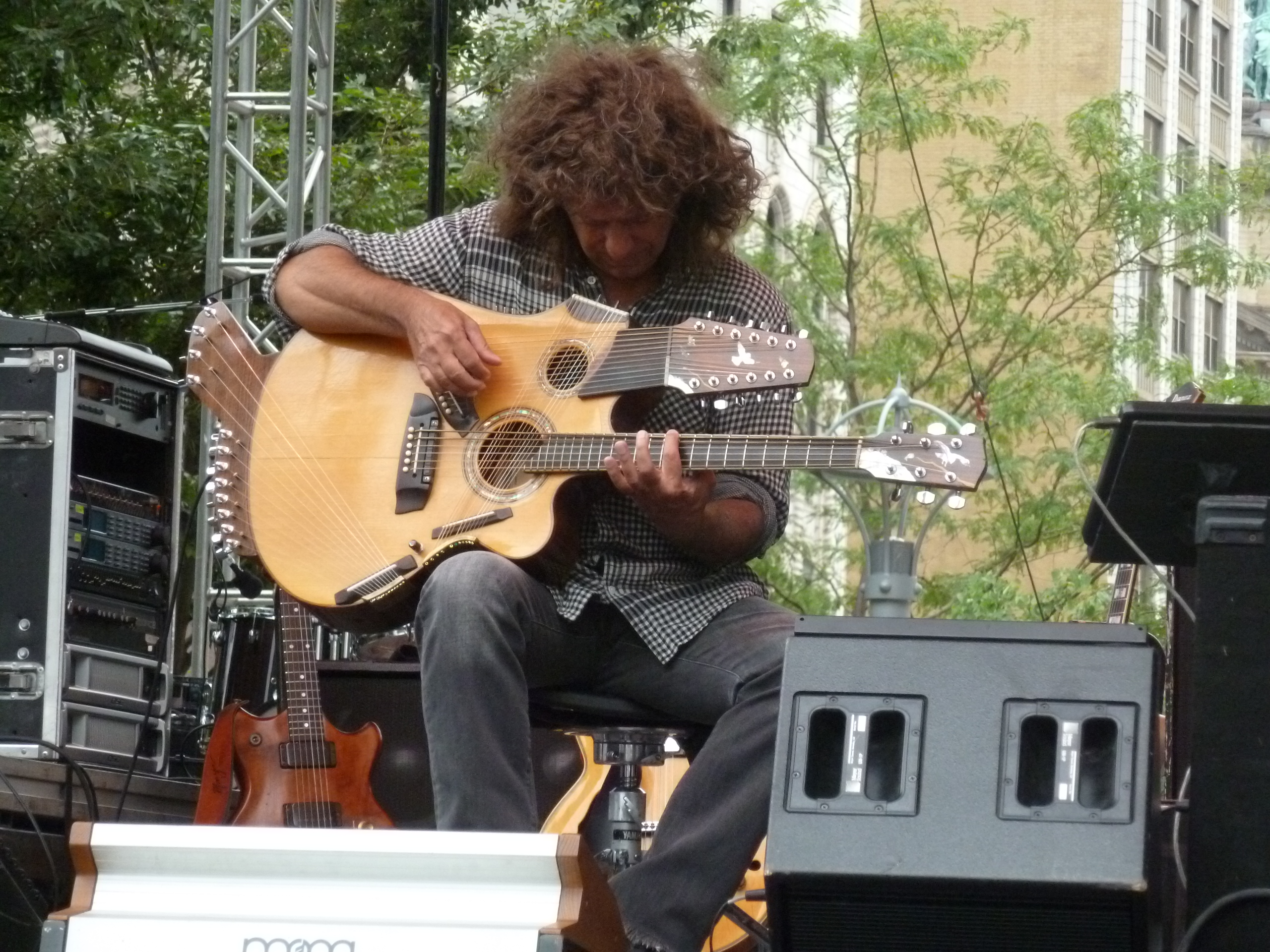
Pat Metheny spielt die Pikasso-Gitarre

Die Pikasso-Gitarre ist ein experimentelles Gitarren-Modell, das 1984 von Linda Manzer (* 1952), einer kanadischen Gitarrenbauerin, für den US-amerikanischen Jazz-Gitarristen Pat Metheny gebaut wurde. 
Das mit Elementen der Leier kombinierte Lauteninstrument hat 42 Saiten, verteilt auf vier Hälse, die in unterschiedlichen Winkeln am hohlen Korpus des Instruments ansetzen. Zwei der Hälse fallen sehr kurz und breit aus und tragen jeweils ein bundloses Griffbrett sowie jeweils zwölf Saiten. Der dritte Hals gleicht dem einer konventionellen akustischen Gitarre und ist mit einem Griffbrett mit Bünden sowie mit sechs Saiten ausgestattet. Das Instrument hat zwei runde Schalllöcher in der Instrumentendecke und wiegt 6,7 Kilogramm. Die Pikasso ist mit piezoelektrischen Tonabnehmern sowie mit einem digitalen Tonabnehmer am Steg des sechssaitigen Halses ausgestattet, mit dem Metheny seinen oft benutzten Gitarrensynthesizer (Synclavier) ansteuern kann.
Im Jahr 1992 baute Linda Manzer noch eine zweite, rein akustische Version der Gitarre für den Millionärssohn Scott Chinery (1960–2000), der über 1000 Gitarren sammelte und ausstellte.